# Wappen von Manitoba
Das Wappen von Manitoba wurde der kanadischen Provinz Manitoba am 10. Mai 1905 durch König Eduard VII. verliehen (nur Wappenschild). Die übrigen Elemente wurden am 23. Oktober 1992 nach einem Erlass von Generalgouverneur Ray Hnatyshyn hinzugefügt.
Auf dem Wappenschild ist auf grünem Hintergrund ein Bison abgebildet, der auf einem Felsen steht. Im weißen Schildhaupt das rote Georgskreuz als Symbol Englands.
Der goldene Helm über dem Wappenschild ist ein Symbol der Souveränität Manitobas innerhalb der Kanadischen Konföderation. Helmdecke und Helmwulst sind beide in rot und weiß, den nationalen Farben Kanadas. Helmkleinod ist ein Biber, der in der rechten Pfote eine Kuhschelle (Anemone patens) hält, die offizielle Blume der Provinz. Auf seinem Rücken trägt er die Edwardskrone.
Schildhalter sind rechts ein goldbewehrtes weißes Einhorn und zur anderen Seite ein goldbewehrter Schimmel. Das Einhorn trägt um seinen Hals eine grün-weiße Mauerkrone, an dem ein grünes Wagenrad befestigt ist (Symbol der Red-River-Kolonie). Um den Hals des Schimmels hängt ein indianisches Weidengeflecht; an diesem ist ein grünes Amulett befestigt, das den Kreis des Lebens symbolisiert.
Das Postament ist dreiteilig und zeigt rechts ein goldenes Weizenfeld, mittig eine Wiese mit Kuhschellen und links einen Nadelwald mit Weißfichten. Unter allem weißblaue Wellen, darunter befindet sich ein goldenes Spruchband mit dem Wahlspruch der Provinz in roten Majuskeln: Gloriosus et Liber („Glorreich und frei“), die lateinische Übersetzung einer Zeile des englischen Textes der Nationalhymne O Canada.